# Albert Guardado
Albert Guardado (ur. 11 lipca 1971) – amerykański bokser, brązowy medalista mistrzostw świata oraz olimpijczyk.

## Kariera amatorska
W 1991 r. Guardado zdobył brązowy medal na mistrzostwach USA w kategorii papierowej. W półfinale przegrał przez dyskwalifikację z dwukrotnym mistrzem świata Erikiem Griffinem. Oprócz brązowego medalu w 1991 r. Guardado na mistrzostwach USA trzykrotnie zdobywał złote medale w roku 1993, 1994 oraz 1996. W 1993 r. Guardado był brązowym medalistą na mistrzostwach świata w Tampere. W 1/8 finału pokonał Algierczyka Mohameda Haiouna, w ćwierćfinale Martina McQuillana, a w półfinale pokonał go Nszan Munczian.
Przed igrzyskami Guardado brał udział w meczu USA-Rosja, w którym pokonał m.in. Siergieja Kazakowa.
W 1996 reprezentował swój kraj na igrzyskach w Atlancie. Udział rozpoczął zwycięstwem w 1/16 finału nad reprezentantem Botswany Modiradilo Healerem. W 1/8 pokonał madagaskarskiego boksera Aniceta Rasoanaivo, a w ćwierćfinale pokonał go Ukrainiec Ołeh Kyriuchin. 

## Kariera zawodowa
Na zawodowym ringu był aktywny w latach 1997-1998. Stoczył 7 walk, z czego wygrał 5.